# I bitwa pod Villmergen

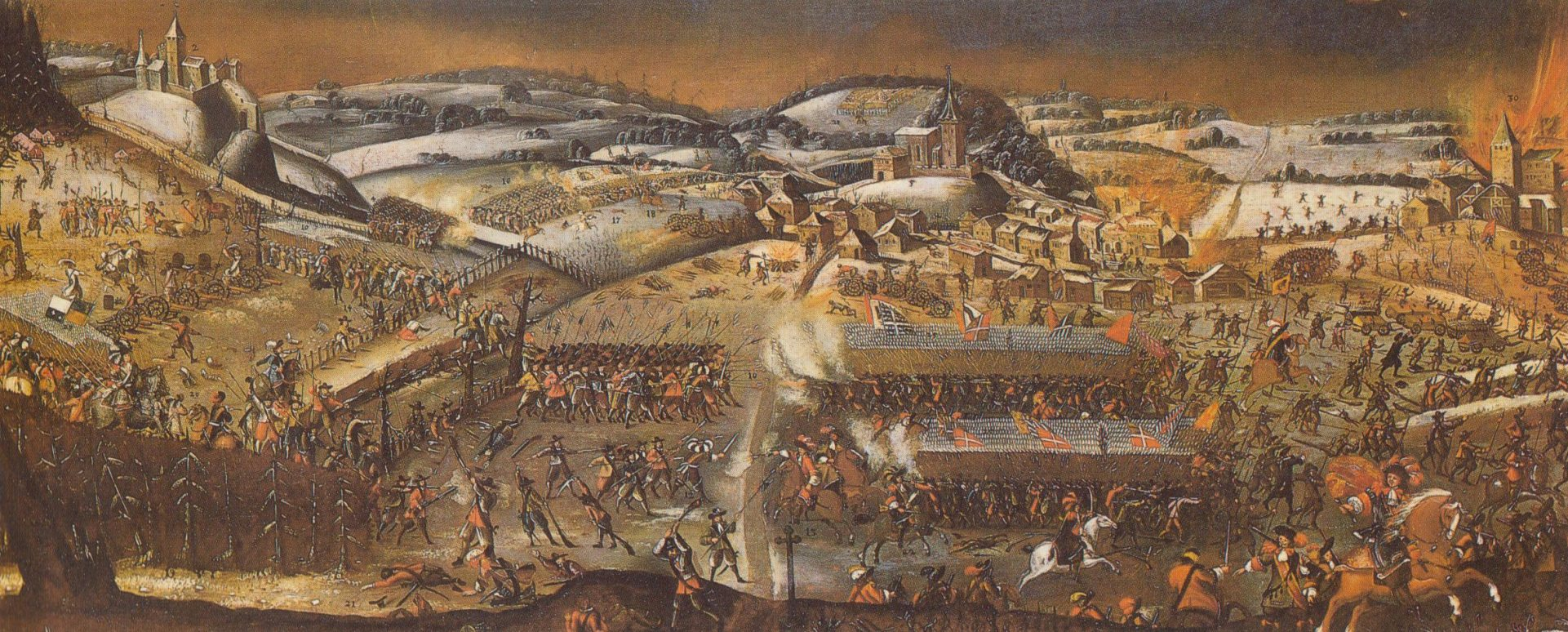
Bitwa pod Villmergen

Bitwa pod Villmergen – starcie zbrojne, które miało miejsce 24 stycznia 1656 r. w trakcie I wojny willmergskiej 1656 r.
Starcie rozegrało się pomiędzy zwaśnionymi obozami katolickimi i protestanckimi w Szwajcarii. Wojsko berneńskie w liczbie 7 500 żołnierzy pod dowództwem generała Sigmunda von Erlacha zostało zaskoczone 24 stycznia przez 5 000 żołnierzy katolickich  Christopha Pfyffera z kantonów Lucerna i Zug. Początkowo Berneńczycy stawiali skuteczny opór wykorzystując broń palną. Wraz ze zmierzchem jednak zostali zmuszeni do walki na broń białą, w której ponieśli porażkę z katolickimi chłopami. Swoją porażkę Erlach tłumaczył później słabym wyszkoleniem swoich żołnierzy.
Porażka pod Villmergen przyczyniła się do zawarcia pokoju katolików z Zurychem w dniu 7 marca 1656 r.